# Abbey Constable
Pour les articles homonymes, voir Constable.
Pas d'image ? Cliquez ici

a Compétitions nationales et continentales officielles uniquement.

b Matchs officiels uniquement.
Abbey Constable, née le 18 juin 1991 à Shepton Mallet (Angleterre) est une joueuse internationale galloise de rugby à XV, évoluant au poste de pilier pour le club anglais de Gloucester-Hartpury.

## Biographie
Abbey Constable naît le 18 juin 1991 à Shepton Mallet en Angleterre. Elle est une joueuse de rugby à XV, évoluant au poste de pilier pour le club anglais de Gloucester-Hartpury.
À l'automne 2023, elle participe en Nouvelle-Zélande au WXV sous les couleurs du pays de Galles.